# Gongylosoma longicaudum
Espèce
Synonymes
- Ablabes longicaudus Peters, 1871
- Ablabes quinquestriatus Müller, 1878
- Diadophis bipunctatus Lidth de Jeude, 1890

Statut de conservation UICN

 LC  : Préoccupation mineure
Gongylosoma longicaudum est une espèce de serpents de la famille des Colubridae.

## Répartition
Cette espèce se rencontre en Indonésie à Java, à Sumatra et au Kalimantan, en Malaisie et en Thaïlande,.

## Publication originale
- Peters, 1871 : Über neue Reptilien aus Ostafrika und Sarawak (Borneo), vorzüglich aus der Sammlung des Hrn. Marquis J. Doria zu Genua. Monatsberichte der Königlichen Akademie der Wissenschaften zu Berlin, vol. 1871, p. 566-581 (texte intégral).